# Mesochorus styriacus
Mesochorus styriacus là một loài tò vò trong họ Ichneumonidae.